# Three International Finance Center
O Three International Finance Centre é um arranha-céu localizado no distrito financeiro de Yeouido, em Seul, Coreia do Sul. Este edifício possui 279 metros de altura e conta com 55 andares.